# 和泉屋市兵衛
和泉屋 市兵衛（いずみや いちべえ）は、江戸時代から明治時代初期にかけての江戸の地本問屋。中後期における代表的な版元の一つであった。代々、市兵衛を称しており、8代目まで続いた。

## 来歴
甘泉堂、泉市と号す。姓は山中氏。芝神明前三島町太助店、後に惣八店で貞享から明治前期に営業している。始めは仏教書関連の出版をしており、天明ころから芝在住の作家の草双紙、絵本、錦絵などを多数出版する。寛政2年（1790年）10月に地本問屋仲間が結成された当初から加盟しており、同6年（1794年）から寛政8年（1796年）に版行した大判錦絵の揃物『役者舞台之姿絵』の成功によって歌川豊国を役者絵の第一人者に成した。他に勝川春潮、喜多川歌麿、鳥文斎栄之、2代歌川豊国、歌川国貞、渓斎英泉、歌川広重、歌川国芳、河鍋暁斎などの錦絵、絵本を出版、明治期には山中市兵衛を称して芝三島町10番地において営業、3代目歌川広重、市川甘斎、2代目歌川国輝などの錦絵や絵本を出版している。

## 作品

### 錦絵・絵本ほか
- 大高坂芝山著『適従録』 漢学本 元禄10年（1697年）
- 鳥文斎栄之 『風流七小町』 大判 錦絵7枚揃 天明8年（1788年） ※紅嫌い
- 勝川春潮 『絵本栄家種』 寛政2年（1790年）
- 歌川豊国 『役者舞台之姿絵』 大判 錦絵揃物 寛政6年‐寛政8年
- 歌川豊国 『風流七小町略姿絵』 大判 錦絵揃物 寛政7年頃
- 喜多川歌麿 『風流美人時計』 大判 錦絵12枚揃 寛政末から享和初
- 歌川豊国 『絵本時世粧』 絵本 享和2年（1802年）
- 渓斎英泉 『美艶仙女香』 大判 錦絵揃物 文政3年～文政5年頃
- 渓斎英泉 『今様美人姿』
- 2代目歌川豊国 『風流東姿十二支』 大判 錦絵12枚揃 文政後期から天保前期
- 歌川広重 『江戸名所』
- 歌川広重 『忠臣蔵』 横大判 錦絵16枚揃 天保中期
- 歌川広重 『魚つくし』 中判
- 歌川国芳 『横浜本町之図』 大判3枚続 錦絵 万延1年（1860年）
- 河鍋暁斎 『泉市版 黄石公と張良』 大判 張交絵
- 河鍋暁斎 『狐にばかされ』 大判
- 河鍋暁斎 『滑稽狂画双六』 双六絵  文久2年
- 3代目歌川広重 『東京名所兜町米商会所鎧稲荷祭礼之真図』
- 市川甘斎 『鹿児島戦記佐土原落城ノ図』 大判3枚続 錦絵 明治15年
- 2代目歌川国輝 『山梨県甲府勧業場之図』 大判5枚続 錦絵 明治前期
- 2代目歌川国輝 『東京府下煉化石従商家京橋観之図』 大判3枚続 錦絵 明治

### 官版
江戸幕府の御用御書物所として官版を発行した。1877年に太政官正院文書局が廃止されるまでは、須原屋茂兵衛と共に、当時の官報であった『太政官日誌』を刊行していた。

#### 刊行物
- 官版『太政官日誌』（第34号-第43号）、1870年8月-10月
- 官版『太政官日誌』（第44号-第53号）、 1870年10月-12月

他